# Arteria toracica interna
L'arteria toracica interna, chiamata anche arteria mammaria è un'arteria che prende origine dal bordo inferiore dalla arteria succlavia  
(opposta ad un altro ramo che origina dal bordo superiore dell'arteria succlavia, l'arteria tronco tireocervicale). Discende addossata alla faccia posteriore delle cartilagini dalla I° alla VI°, a circa 25mm dal margine dello sterno. A livello del sesto spazio intercostale si divide in due rami terminali (arteria muscolofrenica e epigastrica superiore). I rami collaterali principali sono le arterie intercostali anteriori, perché quelle posteriori derivano dall'aorta toracica, le arterie mediastiniche anteriori, l'arteria pericardiofrenica (diaframma e pericardio; nervo frenico), i rami sternali (sterno, muscolo toracico interno) e i rami perforanti.